# Jutland Mountain
Jutland Mountain är ett berg i Kanada.   Det ligger i provinsen British Columbia, i den sydvästra delen av landet, 3 700 km väster om huvudstaden Ottawa. Toppen på Jutland Mountain är 1 821 meter över havet.
Terrängen runt Jutland Mountain är bergig åt sydväst, men åt nordost är den kuperad.Runt Jutland Mountain är det glesbefolkat, med 14 invånare per kvadratkilometer.. Det finns inga samhällen i närheten. 
I omgivningarna runt Jutland Mountain växer i huvudsak barrskog.